# Liborcsudvard
Liborcsudvard (1899-ig Liborcsa-Dvorecz, szlovákul Ľuborča) Nemsó városrésze Szlovákiában, a Trencséni kerületben, a Trencséni járásban. Liborcsa és Dvorec falvak egyesítésével jött létre.

## Fekvése
Nemsó központjától 1 km-re délnyugatra, a Vág jobb partján  fekszik.

## Története
A 18. század végén Vályi András így ír róla: „LIBORCSA. Tót falu Trentsén Várm. földes Ura a’ Tudományi Kintstár, lakosai katolikusok, fekszik Vág vizéhez közel, Dvorezinak szomszédságában, földgye termékeny, erdeje elég van.”
„DVORETZ. Tót falu Trentsén Vármegyében, birtokosai Kontsek Urak, lakosai katolikusok, fekszik Vág vize mellett, Nemsovához nem meszsze, ’s ennek filiája, Dubnitztól fél mértföldnyire, határja hegyek között meglehetős termékenységű; de más fogyatkozásai miatt, második Osztálybéli.”
Fényes Elek 1851-ben kiadott geográfiai szótárában így ír a faluról: „Liborcsa, tót falu, Trencsén vmegyében, a Vágh jobb partján: 416 kath., 2 zsidó lak. A Vághban jó halászatja esik. F. u. tudom. kincstár. Trencsénhez 2 1/4 óra.”
„Dvorecz, Trencsén m. tót falu, a Vágh jobb partján: 129 kathol., 49 zsidó lak., synagógával; jó, de szük határral. F. u. Koncsek család. Ut. p. Trencsén.”
1910-ben 607, túlnyomórészt szlovák lakosa volt. A trianoni békéig Trencsén vármegye Puhói járásához tartozott.
1976-ban csatolták Nemsóhoz.

## Külső hivatkozások
- Liborcsudvard Szlovákia térképén

## Lásd még
- Nemsó
- Kulcsos
- Trencsénzávod